# Aeropuerto Nacional de Comitán
La Base Aérea N.º 17 Copalar o Base Aérea Militar N.º 17 "General de División Piloto Aviador Luis Farell Cubillas" (IATA: CJT, OACI: MMCO), está ubicada en San Antonio Copalar en el municipio de Comitán, Chiapas, México.
Antiguamente fue el aeropuerto civil de la ciudad de Comitán, pero se cerró a la aviación civil debido a la poca demanda de los usuarios. Tiene una pista de aterrizaje de 1.80 kilómetros.

## Información
En año 2004 el Aeropuerto terminó sus operaciones civiles convirtiéndose en la Base Aérea N.º 17 Copalar (BAM-17).
Creada, como muchas otras, como respuesta al alzamiento zapatista, la base militar de Copalar desempeña funciones especiales. Su función consiste en mantener abierta la puerta a la Selva Lacandona para grandes operativos "rápidos" y altamente especializados en las cañadas y montañas de Las Margaritas. Sede del 91 batallón de infantería de la 39 Zona Militar, y base de la fuerza aérea mexicana, es sede del Escuadrón aéreo 113 que opera aeronaves UH-60 Black Hawk, ocasionalmente funciona como aeropuerto civil (alterno al de San Cristóbal de Las Casas, que su vez sirve al cuartel de Rancho Nuevo).

## Aeropuertos cercanos
Los aeropuertos más cercanos son:
- Aeropuerto Internacional de Tuxtla (130 km)
- Aeropuerto Internacional de Palenque (151 km)
- Aeropuerto Internacional de Tapachula (158 km)
- Aeropuerto Internacional Carlos Rovirosa Pérez (218 km)
- Aeropuerto Internacional de Ciudad del Carmen (277 km)